# Суксун
Суксу́н — рабочий посёлок на юго-востоке Пермского края, на реке Суксунчик, левом притоке Сылвы; административный центр Суксунского района, а также Суксунского городского округа . Входил в Перечень исторических городов России (список 2002 года). Население — 8298 чел. (2023).
Первое летописное упоминание в 1651 году, статус посёлка городского типа с 1933 года. История посёлка неразрывно связана с Суксунским заводом, который начал работу в 1727 году как медеплавильный и работает до сих пор как оптико-механический завод.

## Этимология топонима
Название населённого пункта дано по реке Суксун, которое имеет тюркские корни — в переводе с татарского языка суык су означает «холодная или студёная вода».

## География
Суксун расположен в юго-восточной части Пермского края, в 134 километрах от Перми и в 30 километрах от границы со Свердловской областью.
Посёлок расположен на реке Суксунчик, которая является притоком Сылвы. При строительстве Суксунского завода был организован пруд, по восточному берегу которого развивался посёлок, а противоположный берег упирается в восточный склон Сылвенского кряжа, с которого хорошо виден посёлок. Река Суксун, на которой был построен завод, была разделена на две реки: Суксунчик (между прудом и устьем) и Сандушка (часть выше пруда).
До 2007 года через Суксун проходила федеральная трасса Р242 Пермь — Екатеринбург. В 2007 году был сдан участок трассы в обход посёлка. Железнодорожное транспортное сообщение с посёлком отсутствует, ближайшая крупная железнодорожная станция — Кунгур (50 километров).

## История
Первое летописное упоминание в 1651 году.
В 1723 году Берг-коллегия приняла «от Невьянскаго камиссара Никиты Демидова» заявку на строительство медеплавильного завода на реке Суксун. Разработка Суксунских медных копей была начата в 1724 году, а в январе 1725 года промышленником Акинфием Демидовым был заложен медеплавильный завод, который начал работу 11 августа 1727 года, а с 15 января 1729 года заработал на полную мощность. Завод производил очищенную медь как для государственного заказа — для нужд монетных дворов, так и сортовую медь для продажи на внутреннем рынке.
В последующие год-два на Суксунском заводе появились: «каменная фабрика» для литья колоколов и приготовления латуни (зеленой меди); фабрика для производства из меди и латуни посуды, бытовой и церковной утвари; фабрика по производству самоваров (см. статью «Самовар»). В 1841 году здесь был построен и пущен на воду первый на Урале пароход с железным корпусом «Никита Демидов».
Позднее на Суксунском заводе было открыто также молотовое железное производство, которое к 1864 году стало основным для предприятия. В Суксуне находилась Главная контора управления Суксунским горнозаводским округом, объединившем Суксунский, Бымовский, Ашапский, Старо-Уткинский и другие заводы. В 1847 году Суксунский завод был продан казне, а с 1848 по 1893 годы часто менял владельцев, в том числе дважды возвращался в собственность Демидовых.
После отмены крепостного права в Суксуне появляется большое количество кустарных мастерских по производству самоваров и другой медной посуды. Наиболее известные мастерские Маношина, Панфилова, Шерлаимова, Семкова. Их работы получали медали на различных выставках, а самовары Г. Н. Помыткина экспонировались на Всемирной выставке в Париже в 1900 г.
В 1893 году Суксунский завод покупают пермские пароходчики братья Каменские. К этому времени завод перерабатывал чугун, доставляемый из соседних районов. Из-за тяжести доставки руды чугун получался дорогим, и поскольку вопрос с прокладкой к Суксуну железной дороги был решён отрицательно, производство железа стало падать и к 1913 году было прекращено. В период с 1915 по 1917 год на Суксунском заводе занимались изготовлением котлов для армейских походных кухонь.
Административно посёлок входил в состав Красноуфимского уезда Пермской губернии.
В 1927 году на национализированном заводе налажено производство медицинской аппаратуры — автоклавов — для санитарного управления Красной армии.
20 июня 1933 года Суксун стал посёлком городского типа.
Летом 1941 года в Суксун была эвакуирована Витебская очковая фабрика, изменившая основной профиль Суксунского завода на весь последующий период. По заданию Наркомздрава СССР завод приступил к производству очковых линз и защитных очков. С 1956 года завод полностью перешел на выпуск линз и очков. В связи с этим он был переименован в «Суксунский оптико-механический завод». В настоящее время завод специализируется на выпуске средств индивидуальной защиты (защитные очки, щитки, каски, наушники).
4 июля 1969 года в Суксуне был открыт завод «Электроприбор» по производству электросамоваров (с 1993 года — АО «Суксунский самовар»), но в 2006 году закрыт в связи с нерентабельностью.
С 1924 года Суксун является административным центром Суксунского района. Также является центром муниципального образования Суксунский городской округ (до 2019 года — Суксунский муниципальный район).

## Население
| 1959  | 1970  | 1979  | 1989  | 2002  | 2006  | 2007  | 2009  | 2010  |
| ----- | ----- | ----- | ----- | ----- | ----- | ----- | ----- | ----- |
| 7731  | ↗8487 | ↗8819 | ↗8882 | ↘8495 | ↘8400 | →8400 | ↘8312 | ↘8022 |
| 2012  | 2013  | 2014  | 2015  | 2016  | 2017  | 2018  | 2019  | 2020  |
| ↘7986 | ↗8090 | ↗8120 | ↗8157 | ↗8158 | ↘8127 | ↘8082 | ↘8034 | ↘7976 |
| 2021  | 2023  |       |       |       |       |       |       |       |
| ↗8404 | ↘8298 |       |       |       |       |       |       |       |

## Экономика
- Суксунский оптико-механический завод
- Курорт «Ключи»
- Предприятие «Суксунский хлеб»
- Предприятие «Пермэнергосбыт»

## Русская православная церковь
- Церковь Петра и Павла

## Достопримечательности
- Памятник Самовару
- Суксунский историко-краеведческий музей
- Водопад Плакун (д. Пепелыши)
- Серый камень
- Курорт «Ключи»
- Суксунский пруд
- Карстовые воронки
- Церковь Петра и Павла (1798)

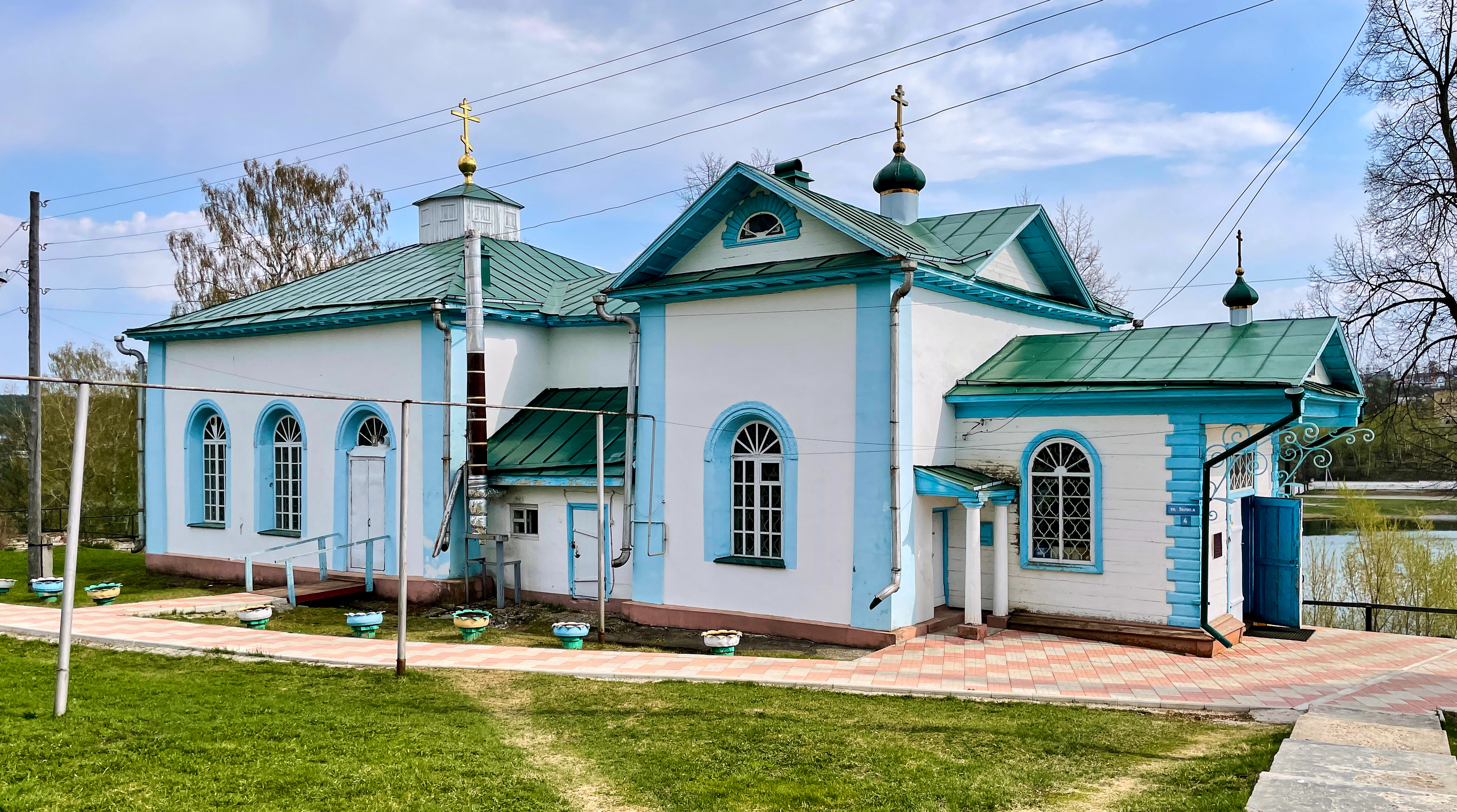
Петропавловская церковь
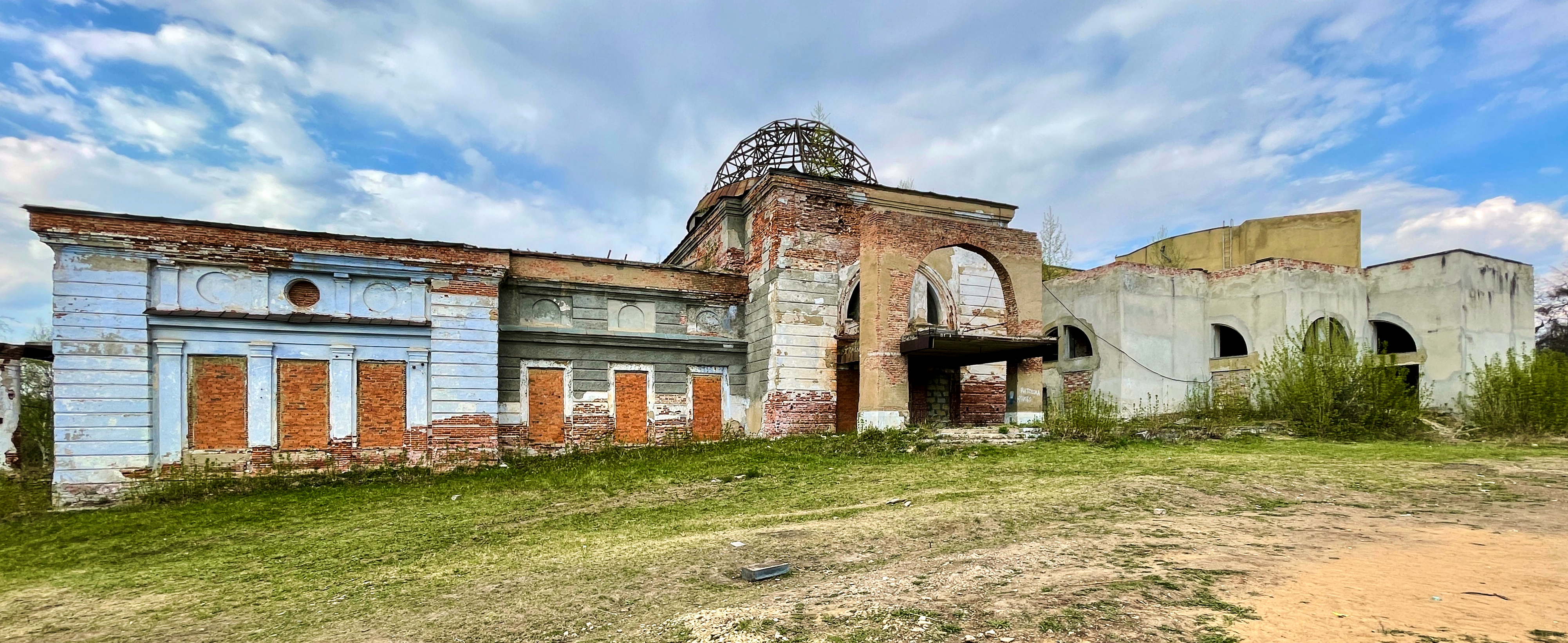
Разрушенная церковь Вознесения Господня
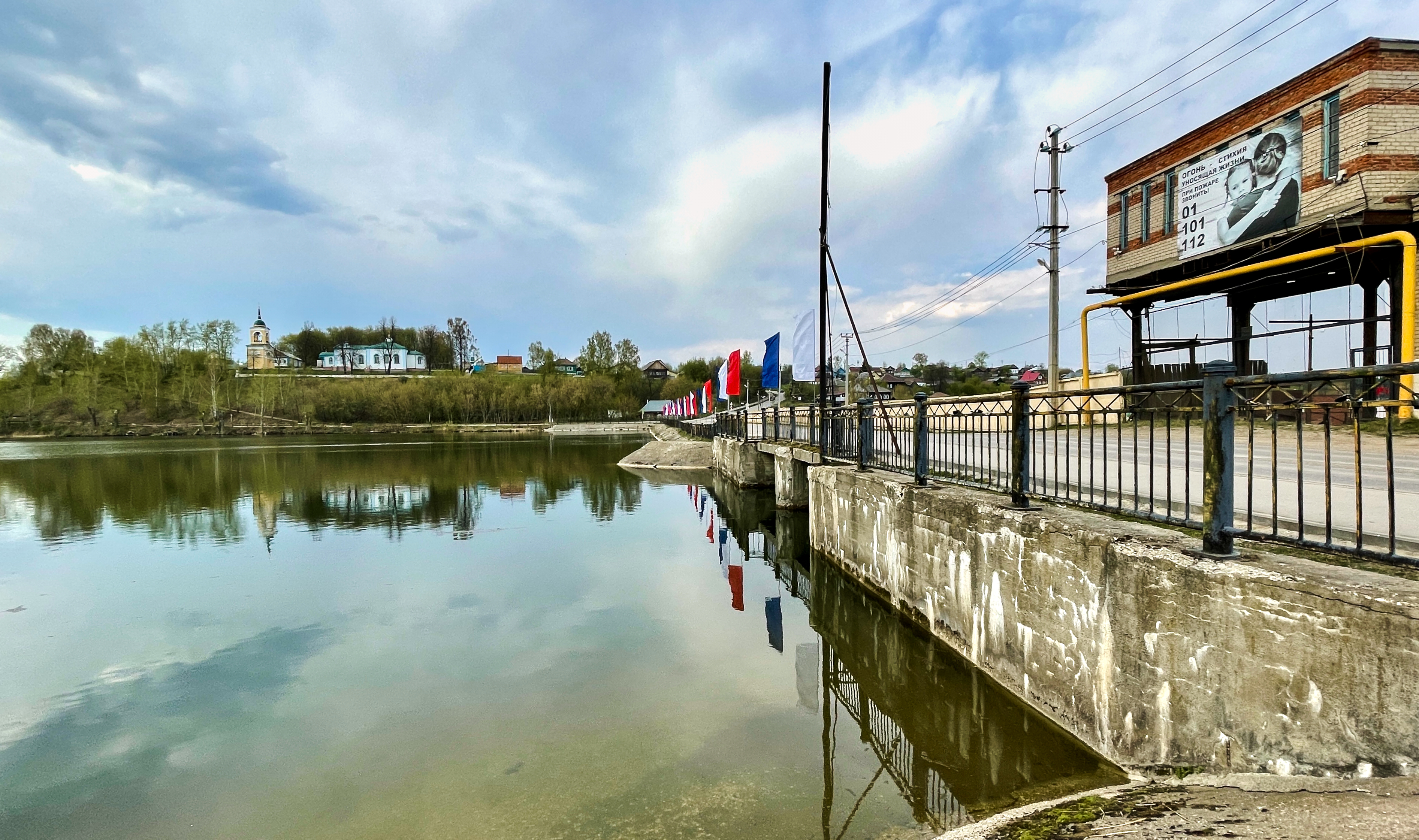
Плотина Суксунского пруда
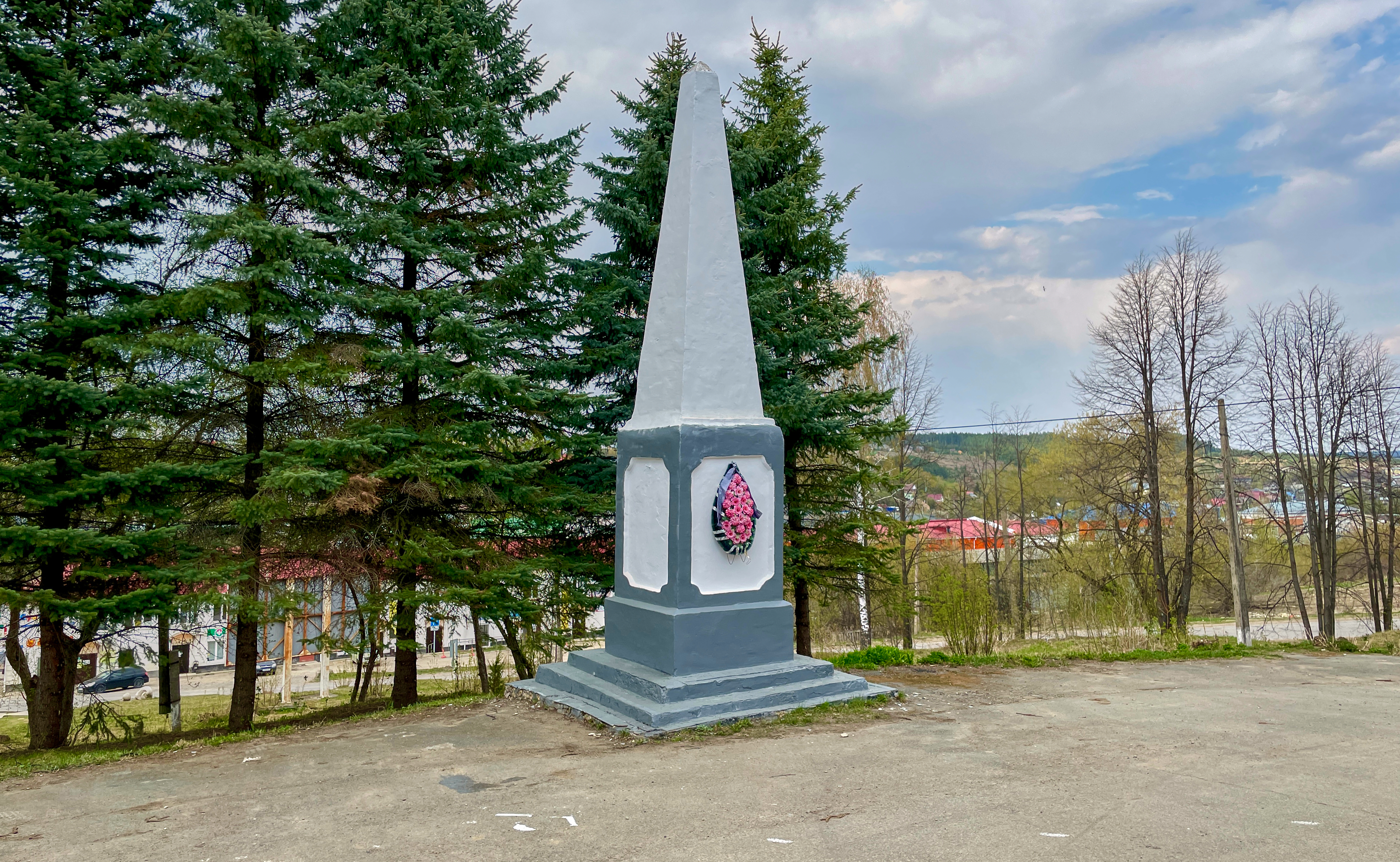
Мемориал Братская могила борцов за революцию
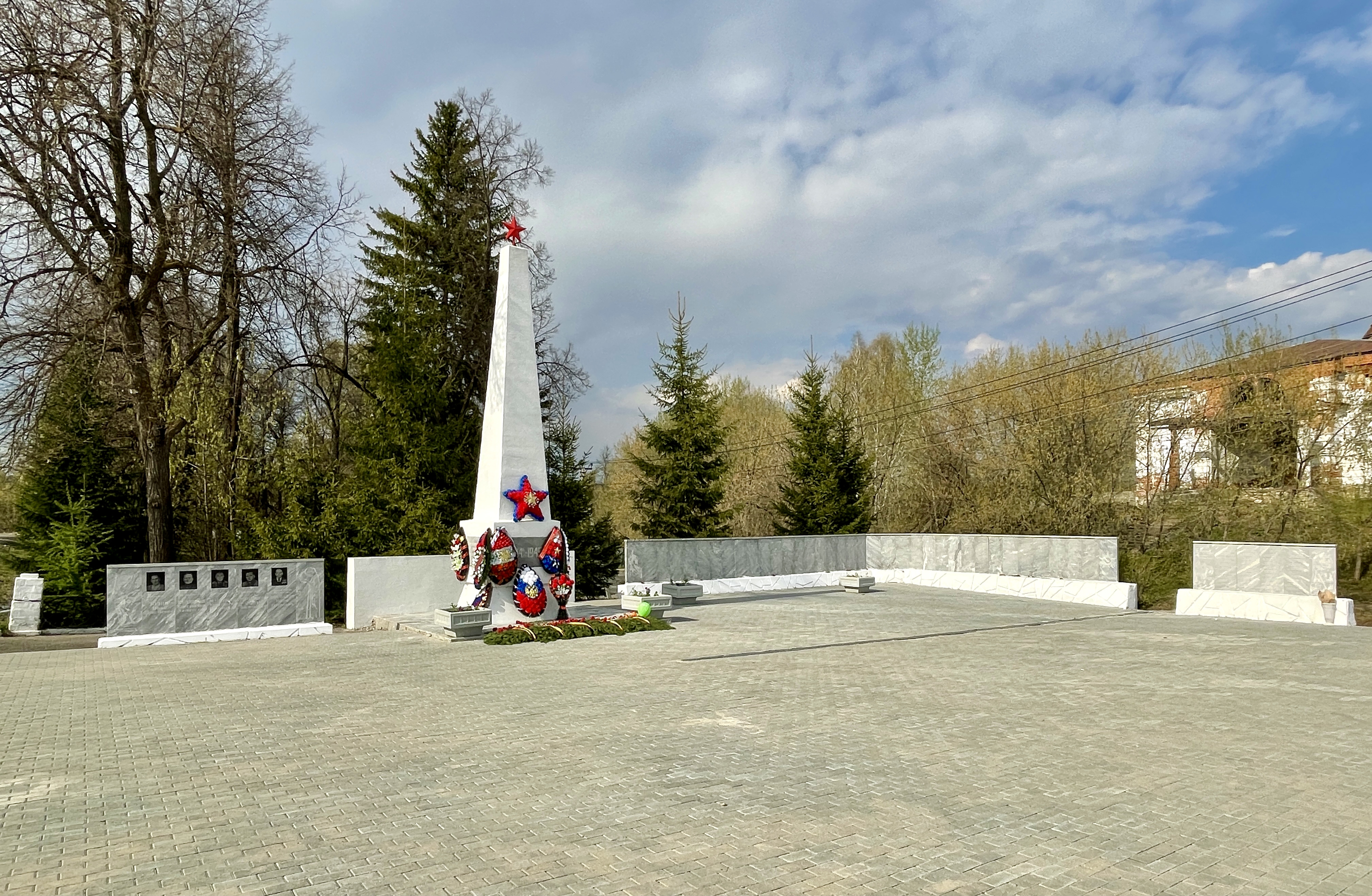
Мемориал погибшим в Великой Отечественной войне
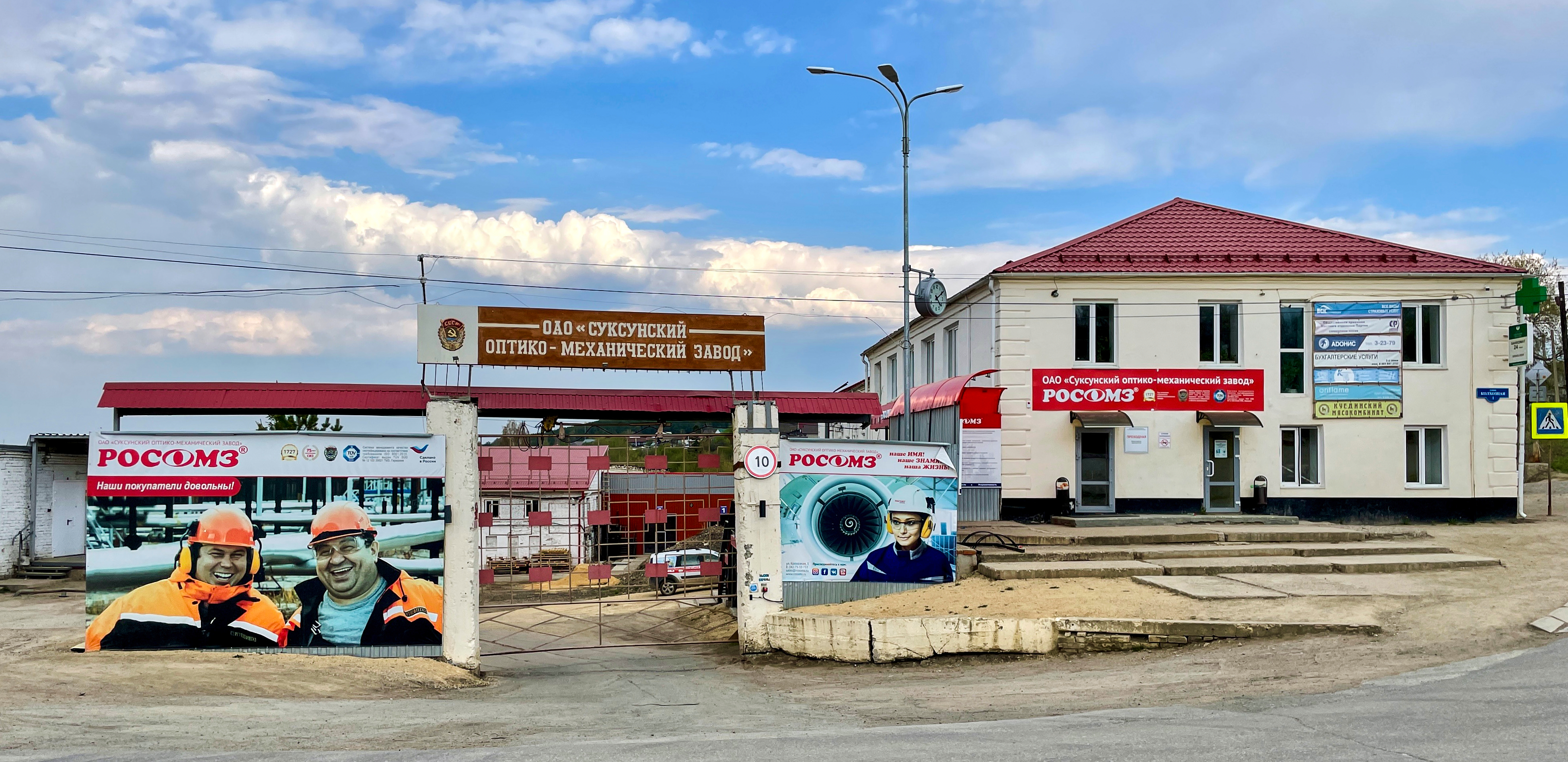
Проходная оптико-механического завода